# 肖永明
肖永明（1968年4月—），中国湖南武冈人，中国历史学家，湖南大学岳麓书院院长、教授、博导，长江学者特聘教授。

## 生平
1968年4月，肖永明生于湖南省武冈县。肖于1986年入湖南大学岳麓书院学习历史学，是湖南大学以“岳麓书院”之名恢复办学之后的首届学生，毕业后留校工作。肖于1992年入湖南大学岳麓书院学习中国思想史，获硕士学位。肖于1995年入西北大学学习中国思想史，师从张岂之，获博士学位。
1998年，肖入湖南大学岳麓书院工作，次年升副教授，于1999年入南开大学历史学博士后流动站研究中国思想史，师从刘泽华。肖于2001年出站后回岳麓书院工作，于2003年升任教授，于2015年始任岳麓书院院长。

## 著作
肖永明的著作有：《湖湘文化通史》（第三卷）、《儒学•书院•社会——社会文化史视野中的书院》、《宋代四书学与理学》、《四书诠释与儒学演进》、《北宋新学与理学》、《中国思想学说史》、《中国经学思想史》、《文化权力与政治文化——宋金元时期<中庸>与道统问题探析》等。